# Steve James
Steve James (New York City, 1952. február 19. – Burbank, 1993. december 18.) amerikai színész, kaszkadőr és harcművész. Olyan akciófilmekben szerepelt, mint az Amerikai nindzsa-filmsorozat, Delta Kommandó (1986), Exterminator (1980) és az Enter the Game of Death (1978). James Kung Fu Joe-t alakította az 1988-as Nyasgem! című vígjátékban, valamint az 1990-es Hammer, Slammer, & Slade televíziós spin-offban.

## Élete és pályafutása
James New Yorkban született és nőtt fel. Apja Hubie James trombitás volt, nagybátyja pedig James Wall, aki Mr. Baxtert játszotta a Kenguru kapitány című gyermek televíziós sorozatban. Keresztapja a néhai Joe Seneca, aki számos szerepe mellett Danny Glover apját alakította a Silverado filmdrámában. Joe Seneca fontos szerepet játszott abban, hogy Steve az akciófilmek iránt érdeklődjön, amikor gyerekkorában elvitte őt a 42. utcai moziba. 1970-ben diplomázott a Power Memorial Akadémián, majd a C.W. Post főiskolára járt művészeti- és filmszakra. Érettségi után színpadi munkákat és tévéreklámokat vállalt. James filmkarrierjét kaszkadőrként kezdte olyan New York-i filmes produkciókban, mint A Wiz, a Harcosok és a Farkasok című filmekkel. Az 1970-es évek közepén kezdett el játszani kisebb szerepeket olyan filmekben – The Land That Time Forgot (1975), az Enter the Game of Death (1978) és a Warriors (1979). Az 1980-as évek elején számos alacsony költségvetésű filmben játszott szerepet; Exterminator (1980), Gyilkos randevú (1980) és A katona (1982). Vendégszerepet alakított a T.J. Hooker, E/R és Hazárd megye lordjai televíziós sorozatokban. 
1985-ben Michael Dudikoff mellett társszerepet játszott az Amerikai nindzsa harcművészeti akciófilmben, majd megismételte szerepét a további két folytatásban is, az Amerikai nindzsa 2. – A leszámolásban (1987) és az Amerikai nindzsa 3. – Véres vadászatban (1989). Ebben az időszakban gyakran mellékszereplőként vagy másodlagos főszereplőként játszott több akciófilmben. Főszerepet alakított Chuck Norrisszal a Delta Kommandóban (1986) és A hős és a terrorban (1988).
Röviddel a rákos megbetegedésének bekövetkezése előtt, 1993 decemberében befejezte az 1994-es Kickbox harcos 5: Dupla csavar című film forgatását Don "The Dragon" Wilsonnal, valamint A legyőzhetetlen televíziós sorozatot. Az epizódokat néhány héttel a halála után sugározta a Fox.

## Halála
James 1993. december 18-án halt meg hasnyálmirigyrákban, 41 éves korában. Urnája a Burbank-i otthonának palástján van elhelyezve.

## Filmográfia

### Filmek
| Év   | Cím                                  | Szerep                    | Magyar hang                         | Megjegyzés              |
| ---- | ------------------------------------ | ------------------------- | ----------------------------------- | ----------------------- |
| 1974 | The Education of Sonny Carson        |                           |                                     | stáblistán nem szerepel |
| 1975 | Caprona – Az elfeledett vidék        | First Sto-Lu              |                                     |                         |
| 1978 | Enter the Game of Death              | Black Martial Artist      |                                     | mint Samuel Walls       |
|      | Enter Three Dragons                  | Sammy                     |                                     | mint Samuel Walls       |
| 1979 | A harcosok                           | Baseball Fury             |                                     |                         |
|      | Golden Dragon, Silver Snake          | fekete öves harcművész    |                                     | mint Samuel Walls       |
| 1980 | Exterminator                         | Michael Jefferson         |                                     |                         |
| 1980 | Gyilkos randevú                      | fiatalember               |                                     |                         |
| 1980 | Times Square                         | Dude                      |                                     | mint Steve W. James     |
| 1980 | The Mouse and the Woman              | Union Man                 |                                     |                         |
| 1981 | Arthur                               | férfi nyakkendőben        |                                     | stáblistán nem szerepel |
| 1982 | A sors csapdájában                   | Park Slasher-Rapist       |                                     |                         |
| 1982 | Fedőneve: Katona                     | A katona csapatának tagja | Salinger Gábor                      |                         |
| 1983 | Vigilante                            | Ptl. Gibbons              |                                     | mint Steve W. James     |
| 1984 | Végzetes látomás                     | Rendőrbíró                | Beregi Péter                        |                         |
| 1984 | Testvér egy idegen bolygóról         | Odell                     |                                     |                         |
| 1985 | Maszk                                | kórházi rezidens          | Sinkovits-Vitay András              |                         |
| 1985 | Különös kísérlet                     | srác az asztalnál         |                                     | cameoszerep             |
| 1985 | Amerikai nindzsa                     | Curtis Jackson            | 1. Helyey László 2. Széles Tamás    |                         |
| 1985 | Élni és meghalni Los Angelesben      | Jeff Rice                 | Kristóf Tibor                       |                         |
| 1986 | Delta Kommandó                       | Bobby                     | 1. Hankó Attila 2. Gesztesi Károly  |                         |
| 1986 | Szökés a pokolból – A menekülés      | Johnston őrmester         | Jakab Csaba                         |                         |
| 1986 | Antiterrorista csoport               | Bud Raines                | Csikos Gábor                        |                         |
| 1986 | Lőj a vadászra!                      | Larry Richards            | 1. Jakab Csaba 2. Gáti Oszkár       |                         |
| 1987 | Eszelős Hollywood                    | Hood #3                   |                                     | mint Steve W. James     |
| 1987 | Amerikai nindzsa 2. – A leszámolás   | Curtis Jackson            | 1. Gáti Oszkár 2. Kálid Artúr       |                         |
| 1988 | Johnny, a tökéletes                  | Sanders edző              | Jakab Csaba                         |                         |
| 1988 | C.A.T. Squad: Python Wolf            | Bud Raines                |                                     |                         |
| 1988 | A hős és a terror                    | Robinson                  | Hankó Attila                        |                         |
| 1988 | Nyasgem!                             | Kung Fu Joe               | 1. Breyer Zoltán 2. Háda János      |                         |
| 1989 | Amerikai nindzsa 3. – Véres vadászat | Curtis Jackson            | Hankó Attila                        |                         |
| 1990 | Mister Johnson                       | Aliu                      |                                     |                         |
| 1990 | Utcai vadász                         | Logan Blade               | 1. Gesztesi Károly 2. Mihályi Győző |                         |
| 1990 | Riverbend                            | Samuel Quentin őrnagy     | Szabó Sipos Barnabás                |                         |
| 1990 | Hammer, Slammer, & Slade             | Kung Fu Joe               |                                     |                         |
| 1991 | McBain                               | Eastland                  | Reviczky Gábor                      |                         |
| 1993 | Hóbortos hétvége 2.                  | Henry                     | Hankó Attila                        |                         |
| 1994 | Kickbox harcos 5: Dupla csavar       | Marcus / Drew Washington  |                                     |                         |
| 1994 | A legyőzhetetlen                     | Antoine Pike              | Rudas István                        | utolsó filmje           |

### Televíziós sorozatok
| Év   | Cím                       | Epizód                                  | Szerep                    | Megjegyzés     |
| ---- | ------------------------- | --------------------------------------- | ------------------------- | -------------- |
| 1982 | Muggable Mary, Street Cop |                                         | Park Slasher – Rapist     | TV film        |
| 1984 | T. J. Hooker              | Epizód: "Night Vigil"                   | Coach Cassius Isley       |                |
| 1984 | All My Children           | ismeretlen epizód                       | Guard Pinkston            |                |
| 1984 | Hazárd megye lordjai      | Epizód: "Danger on the Hazzard Express" | Carney                    |                |
| 1985 | Hotel                     | Epizód: "Love and Honor"                | Kaz                       |                |
| 1985 | The Atlanta Child Murders | 2 epizód                                | Rendőr #1                 | mini-széria    |
| 1986 | A simlis és a szende      | Epizód: "Symphony in Knocked Flat"      | Mohammed "Boogaloo" Brown |                |
| 1993 | A sárkány törvénye        | Epizód: "Checkmate"                     | Paul Dodson               |                |
| 1994 | A legyőzhetetlen          |                                         | Antoine Pike              | Utolsó szerepe |

### Kaszkadőrként
| Év   | Cím                           | Megjegyzés |
| ---- | ----------------------------- | ---------- |
| 1974 | The Education of Sonny Carson |            |
| 1978 | A Wiz                         |            |
| 1978 | Oliver története              |            |
| 1979 | The Wanderers                 |            |
| 1980 | Gyilkossághoz öltözve         |            |
| 1980 | Gyilkos randevú               |            |
| 1980 | The Exterminator              |            |
| 1981 | Apacserőd Bronxban            |            |
| 1981 | A farkas                      |            |
| 1981 | Ragtime                       |            |
| 1982 | Megtorlás                     |            |
| 1982 | Ki kém, ki nem kém            |            |
| 1984 | Testvér egy idegen bolygóról  |            |